# Jeshván

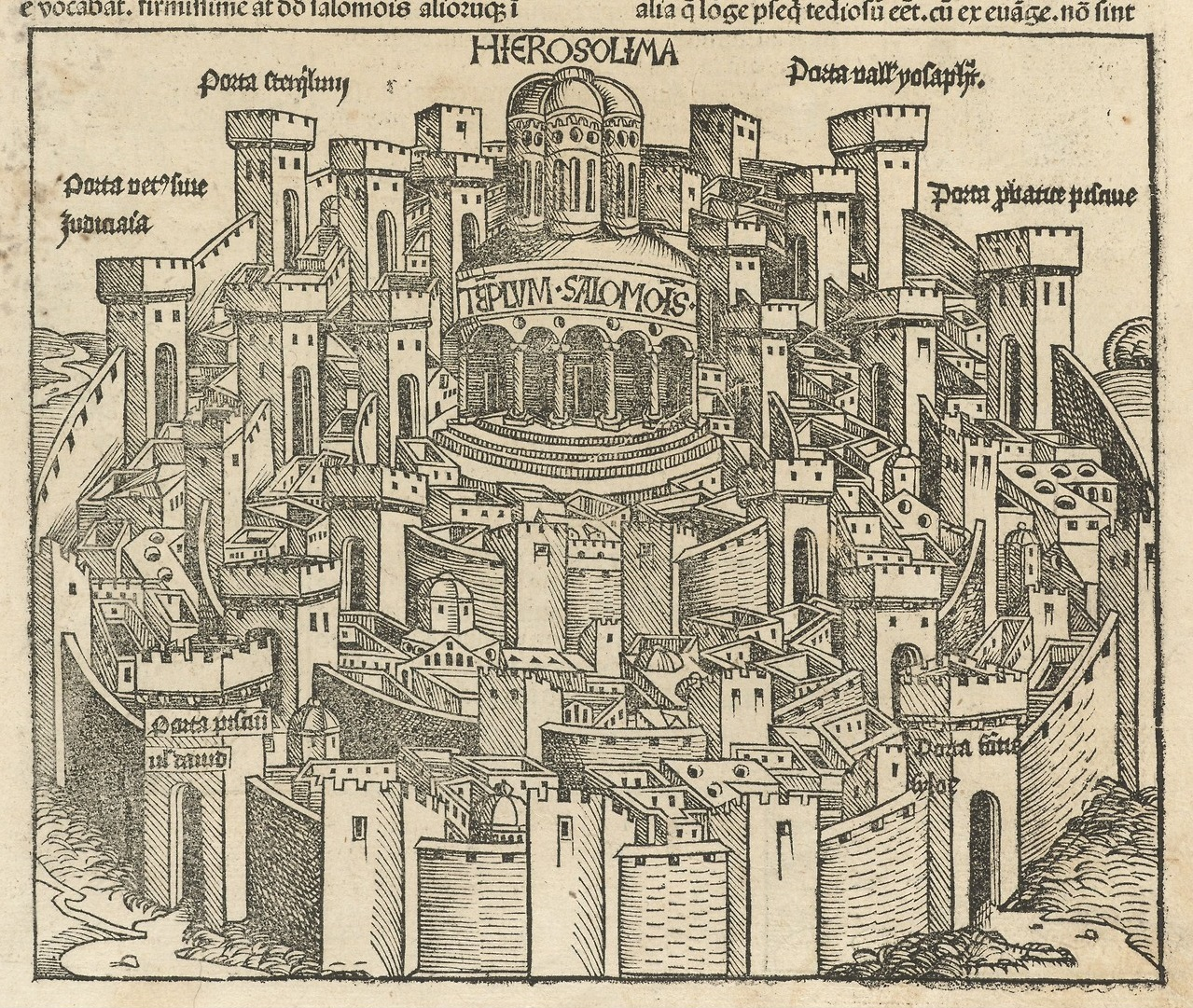
El Templo de Jerusalén, en el grabado impreso más antiguo conocido de la ciudad (Núremberg, 1493). Este templo dedicado a YHWH fue terminado de construir en el mes de Bul o Jeshván.

Jeshván (en hebreo: חֶשְׁוָן; llamado también Marjeshván, מַרְחֶשְׁוָן; del idioma acadio waraj shamnu o yaraj shaman, literalmente "octava luna"; próximo al hebreo yéraj sheminí, ירח שמיני, con el mismo significado), es el segundo mes del calendario hebreo moderno, que comienza con el mes de Tishrei rememorando la Creación del mundo, y el octavo según el ordenamiento de los meses en la Biblia, que comienza por el mes de Nisán, en conmemoración de la salida de los hebreos de la esclavitud en Egipto.
La Biblia se refiere primeramente a este mes, en una ocasión, como «el mes de Bul» (ירח בול, yéraj Bul): "Y el año once, en el mes de Bul - que es el mes octavo - fue acabada la Casa en todas sus partes, según todo su proyecto. Salomón la levantó en siete años". Este nombre es derivado, según se cree, del idioma fenicio, ya que el mes sólo es así mencionado en el contexto de las relaciones comerciales que mantuvo el rey Salomón de Israel, con el rey Hiram de Fenicia, para proveerse de materiales de construcción para erigir su Templo de Jerusalén; y se cree que Bul fue el nombre del noveno mes utilizado por los antiguos habitantes de Canaán, que llamaban a sus meses con terminología relacionada con la agricultura y al clima.
Posteriormente, el nombre otorgado al mes de Jeshván en la Biblia fue simplemente «el mes octavo», siguiendo la numeración ordinal, al igual que el resto de los meses del año hebreo en la Torá: "Entonces instituyó Jeroboam fiesta solemne en el mes octavo, a los quince días del mes, conforme a la fiesta solemne que se celebraba en Judá; y sacrificó sobre un altar".
Su nombre actual, Jeshván, apócope de Marjeshván (que también es utilizado), tiene sus orígenes en los nombres de los meses de la antigua Babilonia, provenientes del idioma acadio, y de aquí fueron adoptados por los judíos allí desterrados entre 586 a. C. y 536 a. C., luego de haber sido llevados al exilio por el rey Nabucodonosor II. El nombre Jeshván no figura en la Biblia; sólo siete de los doce meses aparecen en ella con sus nombres babilónicos: Nisán, Siván, Elul, Kislev, Tevet, Shevat y Adar-; Jeshván sólo lo hará por primera vez con este nombre, en el Talmud.
Jeshván cuenta a veces con 29 días, y a veces con 30, según las diversas necesidades astronómicas y eclesiásticas del calendario hebreo. Es un mes de otoño (boreal), y es paralelo a los meses gregorianos de octubre y noviembre, según el año. Su signo del Zodíaco es Escorpio, debido a que en este mes se empieza a orar por la lluvia, luego del extenso y seco verano vivido en la Tierra de Israel, y por lo cual es un mes ávido de agua, tal como lo representa el escorpión del desierto.

## Período
Durante los años 5761–5860 del calendario hebreo, Jeshván ocurre entre los siguientes períodos del calendario gregoriano:
| Duración de los años | Comienzo de Jeshván           | Fin de Jeshván                 |
| -------------------- | ----------------------------- | ------------------------------ |
| 353 días             | 16 de octubre–3 de noviembre  | 14 de noviembre–2 de diciembre |
| 354 días             | 15 de octubre–2 de noviembre  | 13 de noviembre–2 de diciembre |
| 355 días             | 15 de octubre–1º de noviembre | 14 de noviembre–2 de diciembre |
| 383 días             | 5 de octubre–15 de octubre    | 3 de noviembre–13 de noviembre |
| 384 días             | 6 de octubre–14 de octubre    | 4 de noviembre–12 de noviembre |
| 385 días             | 4 de octubre–14 de octubre    | 3 de noviembre–13 de noviembre |

## Celebraciones judías en Jeshván
El mes de Jeshván carece de festividades judías de importancia, luego de la intensidad en fiestas y celebraciones con que cuenta el mes anterior, Tishrei. Hay quienes encuentran en ello una cierta amargura, reflejada según ellos en la partícula "Mar" (hebreo: מר, "amargo") en el nombre del mes. Otros, por su parte, ven la parte positiva, opinando que el mes de Jeshván ofrece a cada individuo la oportunidad de seguir con el proceso de introspección personal iniciado durante las solemnes celebraciones del mes precedente, brindándole así la oportunidad de plasmar los cambios logrados en el proceso, en la rutina de los quehaceres cotidianos.
Si bien ya en el último día de la festividad de Sucot (llamado Simjat Torá) se empieza a rezar para que comiencen las lluvias en la Tierra de Israel, es sólo a partir del 7 de Jeshván cuando se empieza a pedir, en la plegaria diaria de Shmoné Esré (hebreo: שמונה עשרה, o Dieciocho rezos): «Y danos el rocío y la lluvia para bendición».